# Polygala major
Polygala major är en jungfrulinsväxtart som beskrevs av Nikolaus Joseph von Jacquin. Polygala major ingår i släktet jungfrulinssläktet, och familjen jungfrulinsväxter. Inga underarter finns listade i Catalogue of Life.

## Bildgalleri

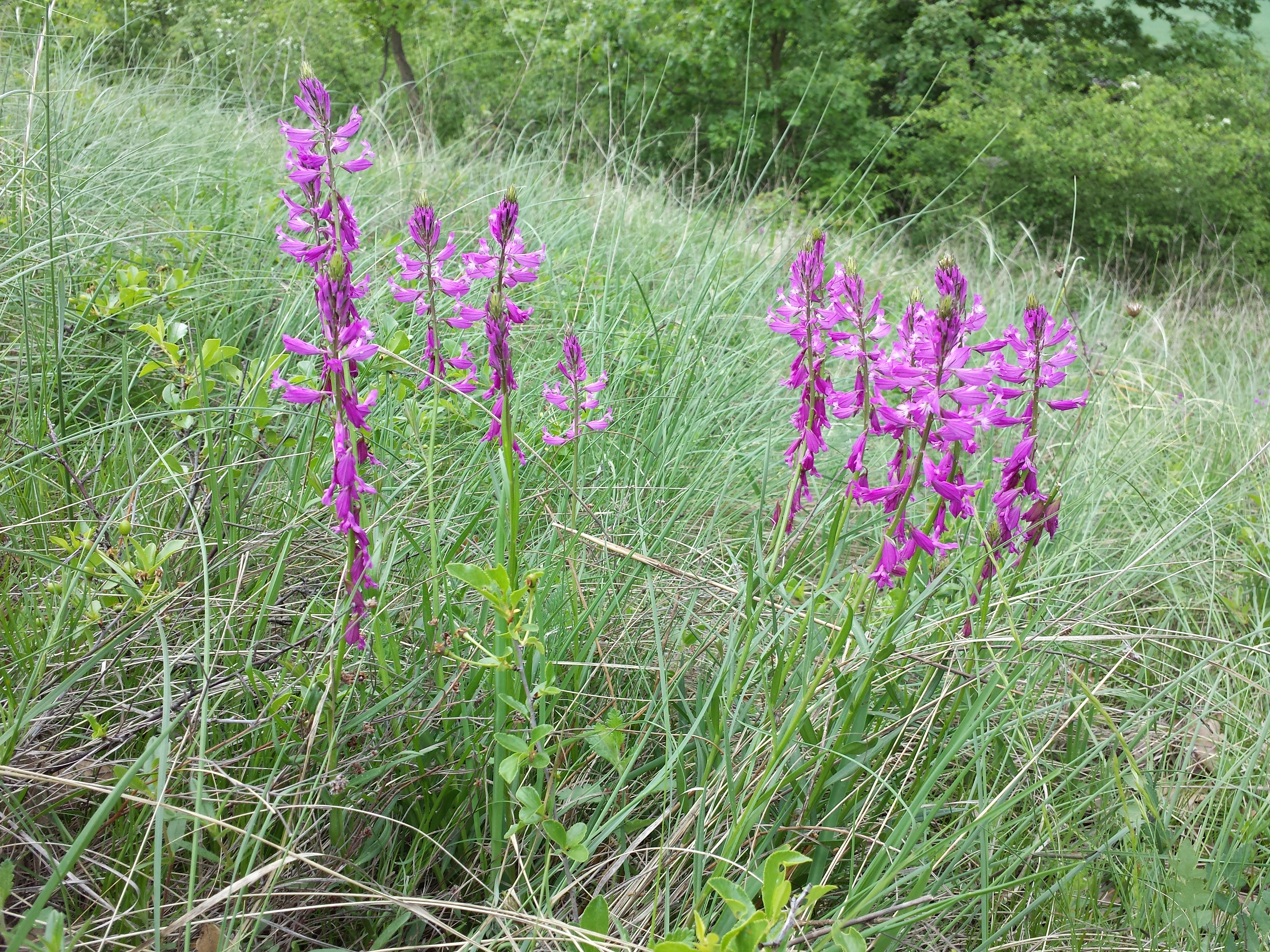
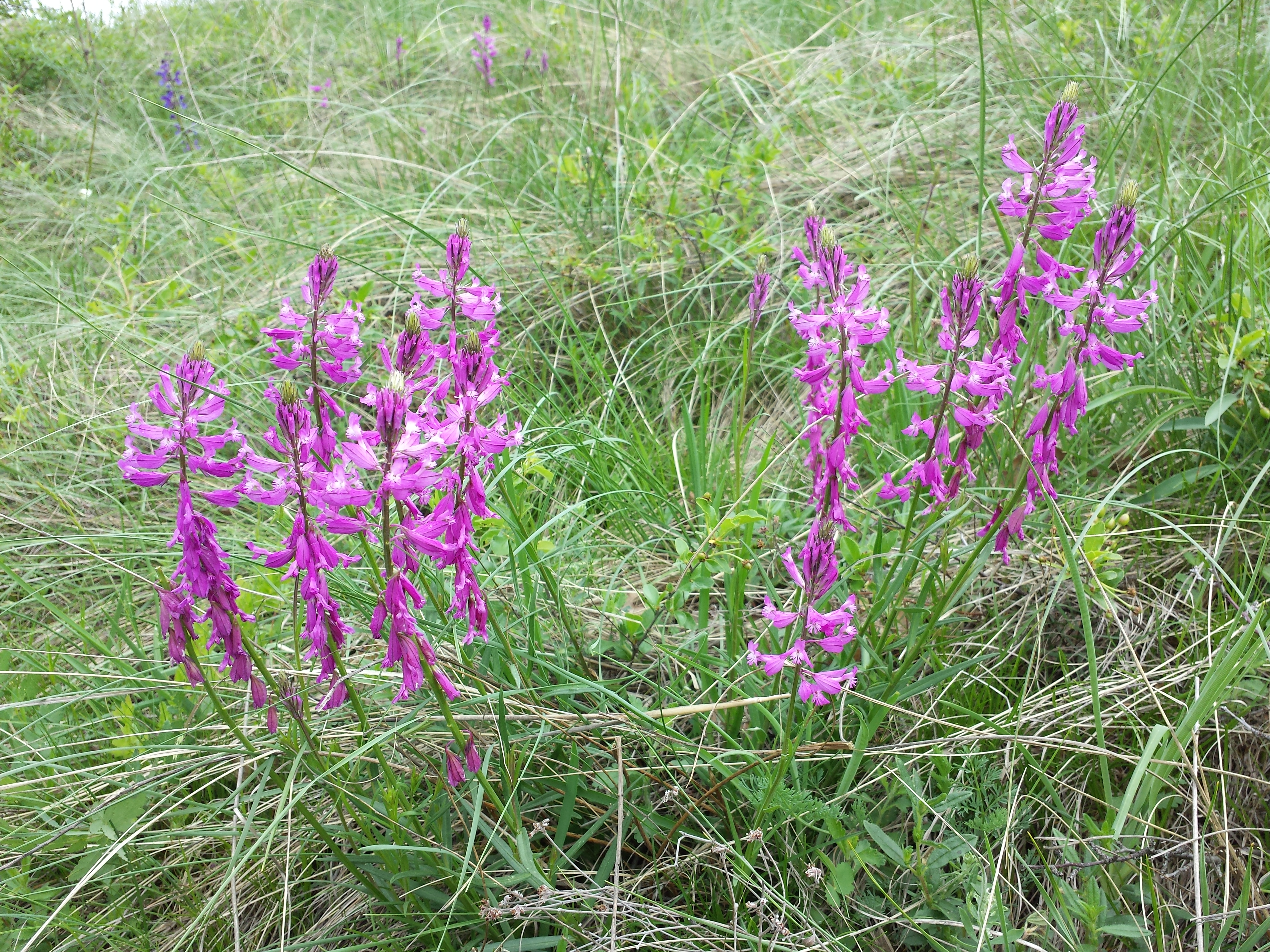
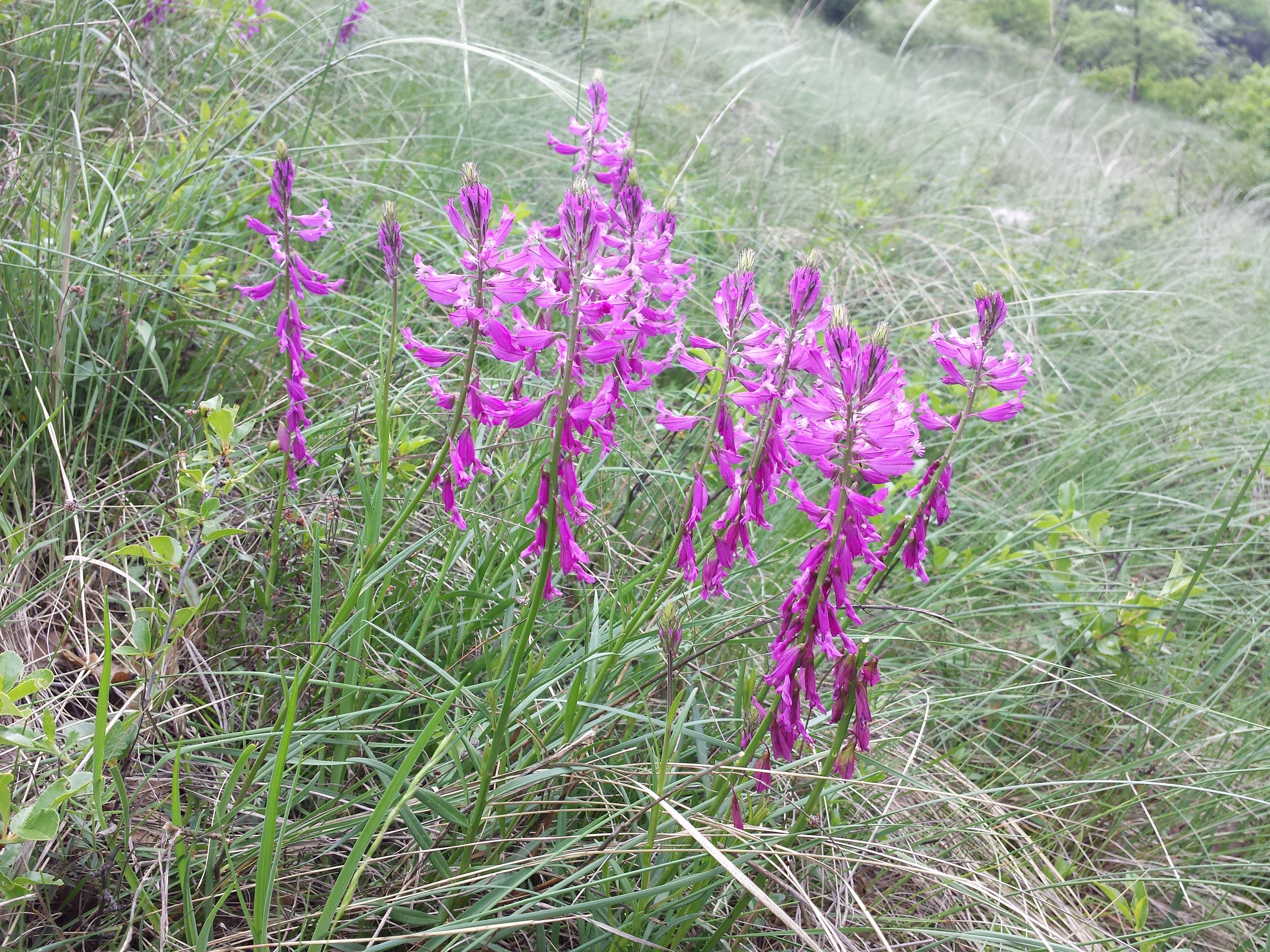
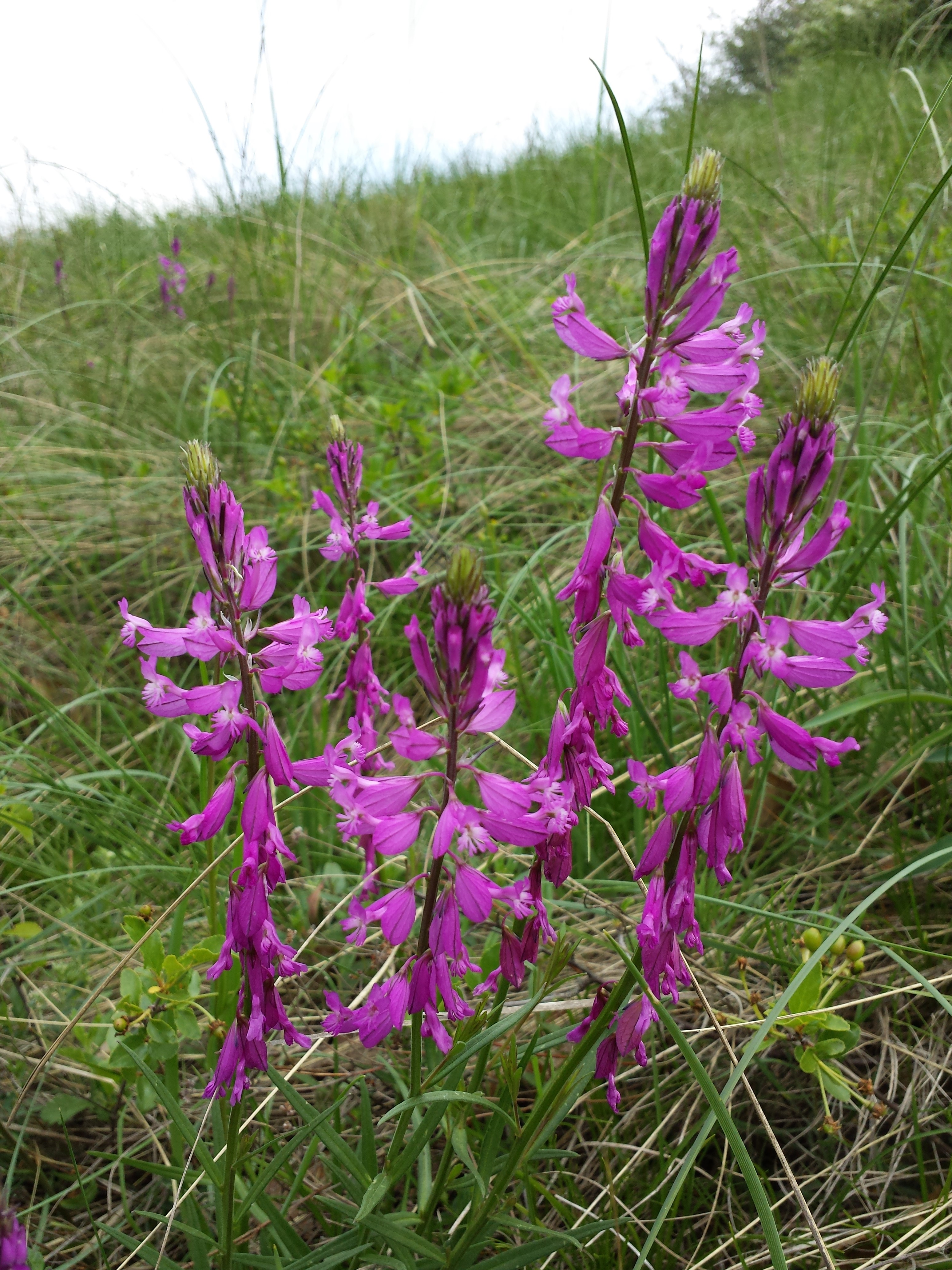
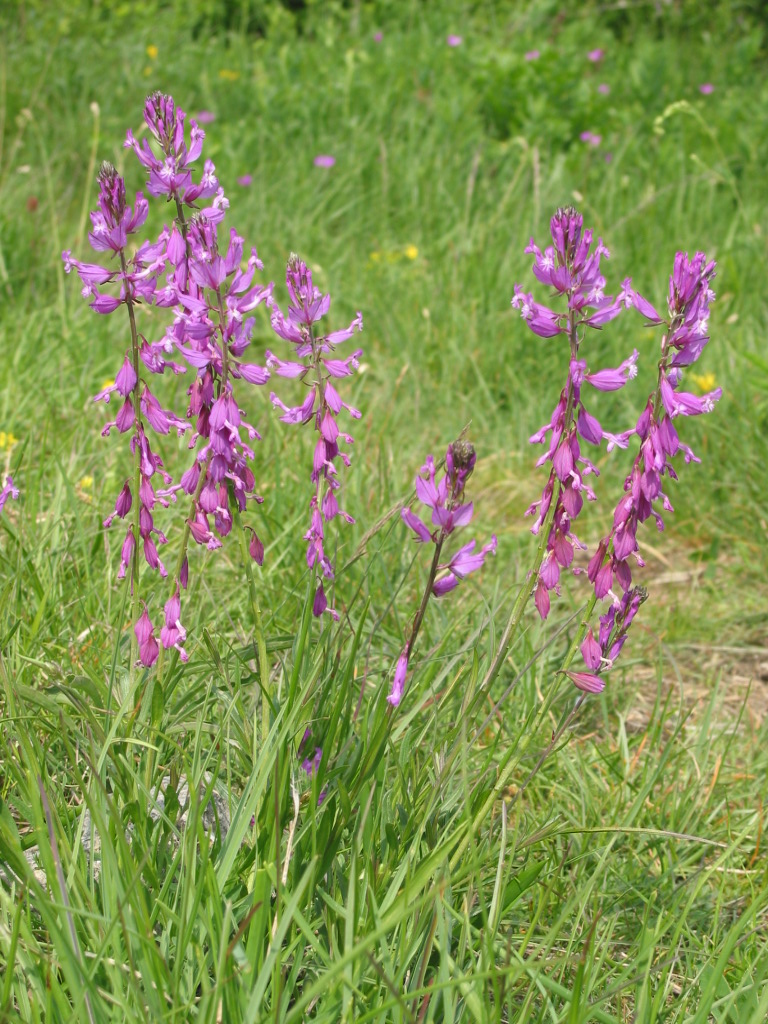
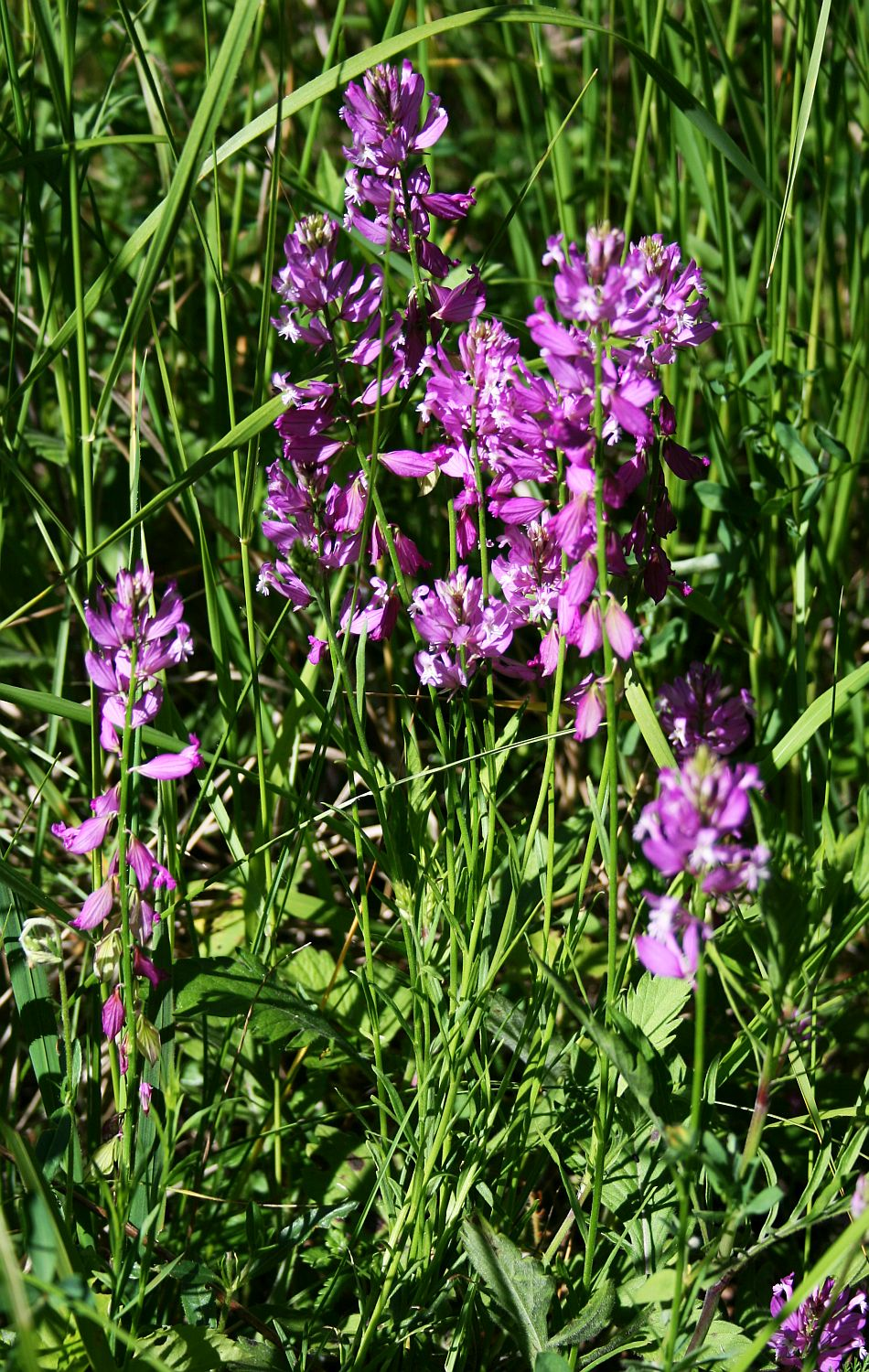